# Hamartiológia
A hamartiológia a  dogmatika speciális ága a teológiában, s Isten teremtett világában a bűn rontását vizsgálja.
Római katolikus tanítás szerint az Isten erkölcsi törvénye, hogy meghagyja az ember szabad akaratát, a felelősséget, vállalva a bűn kockázatát. A bűn előtt azonban megnyitja a bűnbánat, vagyis a megváltás lehetőségét. Az egyház irgalmas minden bűnöshöz, minden bűnt feloldoz, de csak akkor, ha látja a bűnbánatot. Egy bűnre nincs feloldozás, ha valaki megkeményíti a szívét és nem hajlandó bűnbánatot tartani. Ezzel a bűnnel szemben Isten tehetetlen.
Kétféle bűnbánatot különböztetünk meg. A természetes bűnbánat az, amikor az ember fehéren-feketén rádöbben, hogy valamit elhibázott. A szentségi, vagyis természetfeletti bűnbánat ezzel szemben a megtérés, az újjászületés, a megszentelő kegyelem visszanyerése. Ekkor azért érez bánatot a bűnös ember, mert a célt elvétette. Az Istennel való harmóniát sértette meg. A feloldozásban ezt nyerheti vissza, kiengesztelődve Istennel. A bűnbánat szentségének lényegét együtt alkotja a bűnbánó vallomása, bánata, elégtétele és az egyháztól kapott feloldozás, amelyet felszentelt pap (bizonyos esetekben csak püspök) szolgáltat ki.
Aquinói Szent Tamás filozófiájában emberi „értelmünk elhomályosult, és akaratunk rosszra hajló lett” – vagyis nem lett abszolút gonosz, hogy ne tudná fölismerni az igazságot, vagy abszolút korrupt, hogy ne tudna magától semmifajta jót tenni.
A protestáns teológiai felfogás szerint az emberi természet a bűn következtében totálisan korrupttá vált.